# Saliu Adetunji
Saliu Adetunji, né le 26 août 1928 à Ibadan et mort le 2 janvier 2022 dans la même ville, est un monarque nigérian qui a siégé en tant que 41e Olubadan, c'est-à-dire roi d'Ibadan, de 2016 à sa mort.

## Biographie
Né le 26 août 1928 à Ibadan, dans l'État d'Oyo, Saliu est l'aîné des 17 enfants de Raji Olayiwola et Suwebat Amope Adetunji. Il grandit en apprenant des métiers jusqu'à ce qu'il se lance dans la création de mode comme moyen de subsistance après avoir déménagé à Lagos. Tout en travaillant comme créateur de mode, Saliu s'est plongé dans la commercialisation de disques musicaux jusqu'à ce qu'en 1960, il fonde la première de ses trois marques de disques appelée Baba Laje Records, qui abritait des artistes de musique fuji, notamment Dauda Epo-Akara, Wasiu Ayinde Marshall et KS1 Malaika.
Avant son couronnement en tant qu'Olubadan d'Ibadan, Saliu Adetunji était le Balogun, c'est-à-dire le chef militaire, de la terre d'Ibadan. Il est décédé à Ibadan le 2 janvier 2022, à l'âge de 93 ans.